# Pseudoparanaspia parallelipennis
Pseudoparanaspia parallelipennis là một loài bọ cánh cứng trong họ Cerambycidae.